# Komturzy tapiawscy
Jest to chronologiczna lista komturów zakonu krzyżackiego sprawujących władzę w regionie Tapiawy od powstania komturstwa do roku 1290:
Komturzy tapiawscy: 
- Ulryk Bawar 1280–1282
- Dyrtyk von Spier 1290